# Эниветок
Эниве́ток (англ. Enewetak, Eniwetok, Eniewetok, марш. Ānewetak [æ̯ænʲee̯ɔ̯ɔ͡ɛɛ̯dˠɑk], Āne-wātak [æ̯ænʲee̯-ɒ̯ɒ͡ææ̯dˠɑk]) — атолл в Тихом океане в составе цепи Ралик (Маршалловы Острова). Его территория состоит из 44 маленьких островков, площадью 5,85 км², окружающих лагуну площадью 510 км². Население 664 человек (2011 год).

## География
Самые крупные острова атолла:
- Эниветок (Eniwetok) 11°20′33″ с. ш. 162°19′50″ в. д.HGЯO
- Энгеби (Engebi) 11°39′47″ с. ш. 162°14′22″ в. д.HGЯO
- Парри (Parry) 11°24′04″ с. ш. 162°22′14″ в. д.HGЯO
- Мути (Muty) 11°25′28″ с. ш. 162°22′59″ в. д.HGЯO
- Игурин (Igurin) 11°20′35″ с. ш. 162°13′31″ в. д.HGЯO

## История

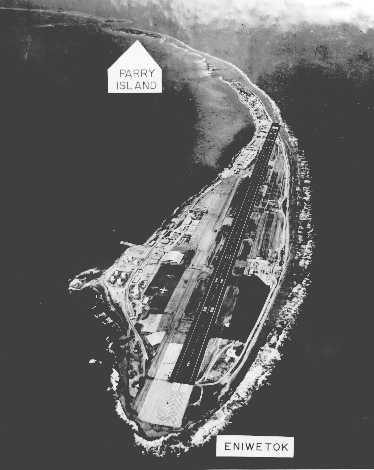
Вид атолла Эниветок

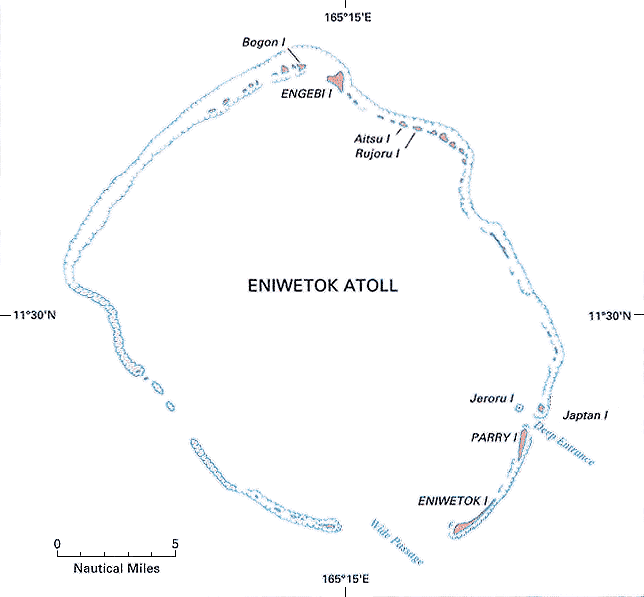
Карта атолла Эниветок

Номинально испанская колония, Эниветок не был известен европейцам до посещения его в 1794 году британским кораблём «Walpole». Атолл был посещён всего около дюжины раз до учреждения немецкой колонии Маршалловых Островов в 1885 году. Являлся частью германской колонии Германская Новая Гвинея. Наряду с остальной частью Маршаллов, Эниветок захватила Япония в 1914 году, и он был передан ей по мандату Лигой Наций в 1920 году.
До Второй мировой войны японцы уделяли атоллу очень мало внимания. В ноябре 1942 года они построили на острове Энгеби аэродром, который использовался для авиарейсов на Каролинские острова и остальную часть Маршаллов. Когда острова Гилберта были захвачены армией США, японские части в составе 1-й Десантной бригады 4 января 1944 года прибыли защитить атолл. Они были не в состоянии закончить укрепление атолла перед февральским вторжением армии США, которая захватила все островки через неделю.
После войны жители были выселены с атолла, зачастую насильно, и он стал использоваться для ядерных испытаний как полигон в составе Тихоокеанского испытательного полигона. С 1948 по 1958 годы на Эниветоке было проведено приблизительно 43 испытания ядерного оружия. Первое испытание водородного заряда было произведено 1 ноября 1952 года (Иви Майк, мощностью 10-12 мегатонн в тротиловом эквиваленте).

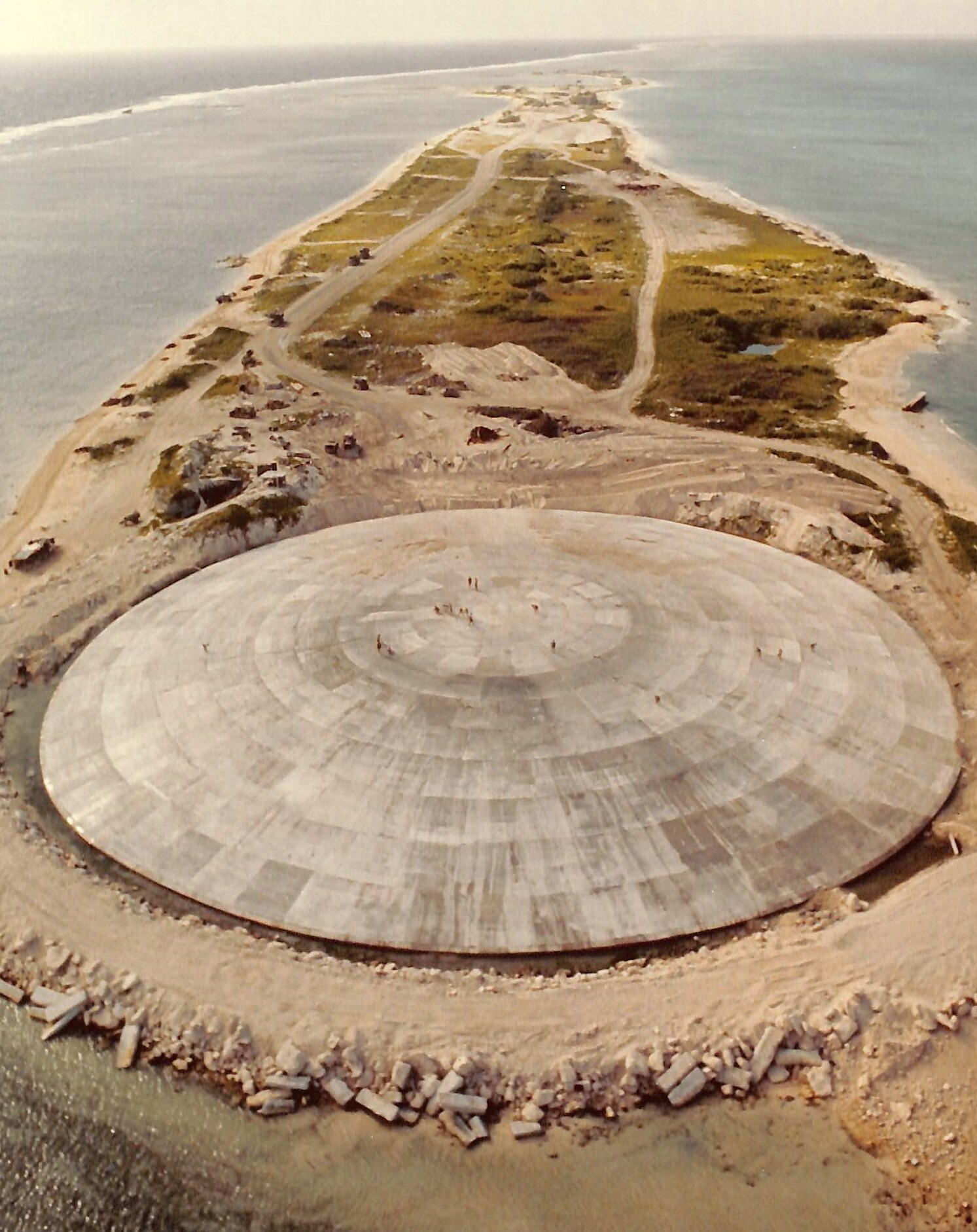
Аэрофотоснимок купола хранилища ядерных отходов на острове Рунит

Люди начали возвращаться в 1970-х, и 15 мая 1977 года американское правительство направило на острова войска, чтобы обеззаразить их. Это было сделано смешиванием заражённой почвы и строительного мусора с различных островов с портландцементом и захоронением оных в одном из кратеров, образовавшемся после взрыва на островке Рунит в восточной стороне атолла. Захоронения продолжались, пока кратер не стал насыпью в 7,5 м высотой. Кратер был затем покрыт бетонным покрытием толщиной почти 46 см (18 дюймов), при этом дно могильника не подвергалось бетонированию и, по мнению специалистов, позднее морская вода, вероятно, попала внутрь. Работы по возведению саркофага, на которые было потрачено 218 миллионов долларов, начались в 1977 году, в них принимали участие четыре тысячи американских военнослужащих, шесть из которых умерли.
Во время создания хранилища, получившего название «Рунит купол», «Кактус купол» или «Гроб» (как назвали его местные жители и СМИ), он рассматривался в качестве временного, однако позднее власти США посчитали его вполне надежным для долговременного хранения радиоактивных отходов. В 2013 году был опубликован доклад Департамента энергетики США, в котором указывалось, что из ядерного могильника происходит утечка радиации, вследствие чего ядовитые отходы попадают в Тихий океан. Другой проблемой является то, что в результате глобального потепления и поднятия океанских вод повышается вероятность затопления саркофага, его разгерметизации и попадания опасных веществ в океан. Кроме того, в 2019 году из доклада генерального секретаря ООН Антониу Гутерриша стало известно, что в куполе появились трещины и он может быть разрушен в случае сильного тропического шторма. Усугубляет ситуацию также то, что США передали хранилище на баланс местного правительства, у которого нет средств на его укрепление и модернизацию, а также то, что там сберегается 73000 м3 радиоактивных отходов, среди которых плутоний-239, период полураспада которого составляет более 24 000 лет.
В 1980 году американское правительство объявило атолл безопасным для проживания.
В 2000 году жителям Эниветока было выделено $340 миллионов для компенсации потерь, неудобств, ухудшения здоровья и дальнейших работ по обеззараживанию.
Кроме того, правительство США выделяет ежегодно $6 миллионов на образование и оздоровительные программы на Маршалловых Островах.
Американское правительство называло атолл «Eniwetok» до 1974 года, после чего изменило его официальное произношение и написание на «Enewetak» (наряду с другими названиями Маршалловых Островов), чтобы более точно отразить их произношение местным населением.